# シェイクスピアの初期のテキスト
この項目では、ウィリアム・シェイクスピア戯曲の初期のテキスト（ウィリアム・シェイクスピアぎきょくのしょきのテキスト）について解説する。シェイクスピアの初期のテキストは、16世紀から17世紀（初期近代英語の時代）にかけて、四折版（Quarto、クォート）と二折版（Folio、フォリオ）さらに八折版（Octavo、オクターヴォ）の形態で出版された。二折版は四折版のざっと倍のサイズで分量も厚かった（詳細はen:Book sizeを参照）。四折版は「Q」で表され、最初に出版されたものを「Q1」、以下版を重ねるごとに「Q2」「Q3」…と表記する習わしになっている。二折版と八折版も同様で、それぞれ「F1」「F2」「F3」…、「O1」「O2」「03」…と表記される。この中で最も信頼されるテキストとされるのが、1623年に出版された最初の二折版（F1）いわゆる「ファースト・フォリオ」である。

## 四折版

### 戯曲

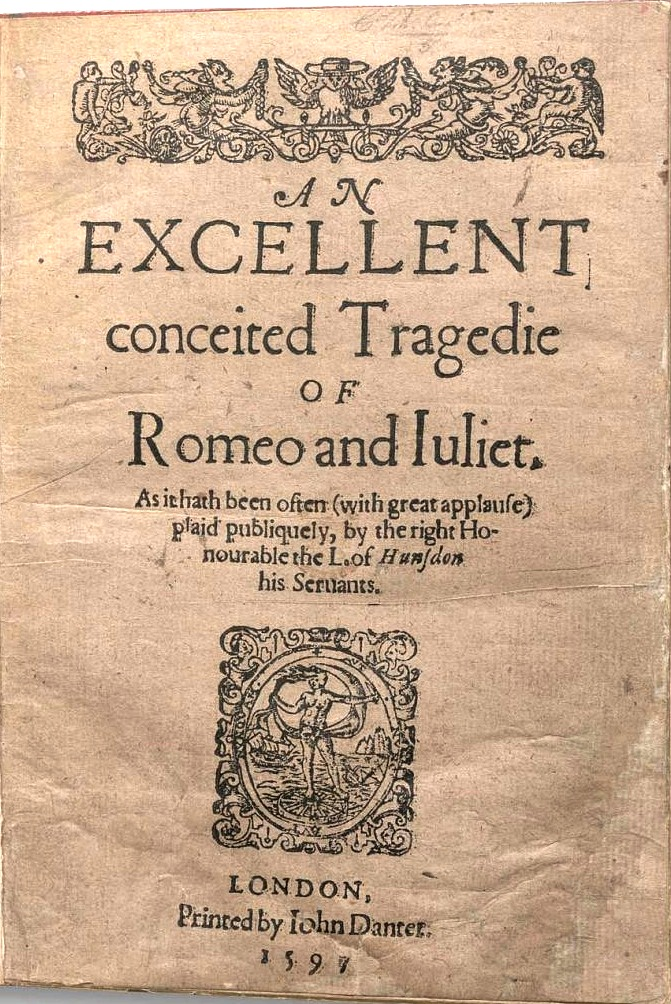
『ロミオとジュリエット』のQ1

「ファースト・フォリオ」に収められている36本の戯曲（後述）のうち18本は、その前に個別に出版されていた。「ファースト・フォリオ」には収められていない『ペリクリーズ』と『二人の貴公子』も二折版、具体的にはそれぞれ「サード・フォリオ」と「ボーモント&フレッチャー・セカンド・フォリオ (en:Beaumont and Fletcher folios) 」に収められる前に個別に出版されている。それらはすべて四折版で、唯一『ヘンリー六世 第3部』の最初の版である『The True Tragedy of Richard Duke of York（ヨーク公リチャードの本当の悲劇）』だけが八折版だった。
年代順に列挙すると、次のようになる。（英語題名はQ1のタイトル）
- タイタス・アンドロニカス (The Most Lamentable Romaine tragedie of Titus Andronicus) 1594年 (Q1) 、1600年 (Q2) 、1611年 (Q3)
- ヘンリー六世 第2部 (The First Part of the Contention Betwixt the Two Famous Houses of Yorke and Lancaster) 1594年 (Q1) 、1600年 (Q2) 、1619年 (Q3)
- ヘンリー六世 第3部 (The True Tragedie of Richard Duke of York, and the Death of Good King Henrie the Sixt) 1595年 (O1) 、1600年 (Q2)、1619年 (Q3)
- ロミオとジュリエット (An Excellent Conceited Tragedy of Romeo and Juliet) 1597年 (Q1) 、1599年 (Q2) 、1609年 (Q3) 、1622年 (Q4)
- リチャード二世 (The Tragedy of King Richard The Second) 1597年 (Q1) 、1598年 (Q2、Q3) 、1608年 (Q4) 、1615年 (Q5)
- リチャード三世 (The Tragedy of King Richard The Third) 1597年 (Q1) 、1598年 (Q2) 、1602年 (Q3) 、1605年 (Q4) 、1612年 (Q5) 、1622年 (Q6)
- 恋の骨折り損 (A Pleasant Conceited Comedie called Loues labors lost) 1598年 (Q1)
- ヘンリー四世 第1部 (The History of Henrie the Fourth) 1598年 (Q0, Q1) 、1599年 (Q2) 、1604年 (Q3) 、1608年 (Q4) 、1613年 (Q5) 、1622年 (Q6)
- ヘンリー四世 第2部 (The Second part of Henrie the Fourth) 1600年 (Q)
- ヘンリー五世 (The Cronicle Historie of Henry the Fifth) 1600年 (Q1) 、1602年 (Q2) 、1619年 (Q3)
- ヴェニスの商人 (The Most Excellent Historie of the Merchant of Venice) 1600年 (Q1) 、1619年 (Q2)
- 夏の夜の夢 (A Midsommer Nights Dreame) 1600年 (Q1) 、1619年 (Q2)
- 空騒ぎ (Much Adoe about Nothing) 1600年 (Q)
- ウィンザーの陽気な女房たち (A Most Pleasaunt and Excellent Conceited Comedie, of Syr John Falstaffe and the Merrie Wives of Windsor) 1602年 (Q1) 、1619年 (Q2)
- ハムレット (The Tragicall Historie of Hamlet Prince of Denmarke) 1603年 (Q1) 、1604年 (Q2) 、1611年 (Q3) 、1622年 (Q4)
- リア王 (M. William Shak-Speare, His True Chronicle Historie of the Life and Death of King Lear and his Three Daughters) 1608年 (Q1) 、1619年 (Q2)
- トロイラスとクレシダ (The Famous Historie of Troylus and Cresseid) 1609年 (Q)
- ペリクリーズ (The Late and Much Admired Play called Pericles, Prince of Tyre) 1609年 (Q1, Q2) 、1611年 (Q3) 、1619年 (Q4) 、1930年 (Q5) 、1635年 (Q6)
- オセロ (The Tragedy of Othello: the Moore of Venice) 1622年 (Q1)
- 二人の貴公子 (The Two Noble Kingsmen) 1634年 (Q)

このうち『ヘンリー五世』Q3、『リア王』Q2、『ヴェニスの商人』Q2、『ウィンザーの陽気な女房たち』Q2、『夏の夜の夢』Q2、『ペリクリーズ』Q4、『ヘンリー六世 第2部』Q3、『ヘンリー六世 第3部』Q3は、作者の帰属や日付などに誤りの多い、さらに著作権的にも問題のある、いわゆる『フォールス・フォリオ』（1619年）と呼ばれる1冊の本に収められていたものである。
書誌学者アルフレッド・W・ポラード (en:Alfred W. Pollard) は、このうち4つの「Q1」（『ロミオとジュリエット』、『ヘンリー五世』、『ウィンザーの陽気な女房たち』、『ハムレット』）を「悪い四折版 (en:Bad quarto) 」と呼び、後にピーター・アレキサンダーが『ヘンリー六世 第2部』と『第3部』をそれに加えた。
また、1923年に「ファースト・フォリオ」が出版された後でも、『ヘンリー四世 第1部』や『ペリクリーズ』の四折版が版を重ねていた。

### 詩

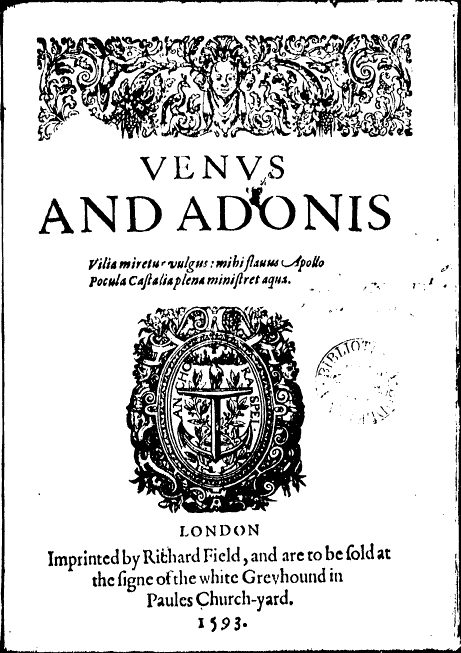
『ヴィーナスとアドーニス』のQ1。最初に出版されたシェイクスピアの本

シェイクスピアの詩も四折版や八折版で出版された。
- ヴィーナスとアドーニス (Venus and Adonis) 1593年 (Q1) 、1594年 (Q2) 、1595年 (O1) 、1596年 (O2) 、1599年 (O3, O4) 、1602年 (O5, O6, O7, O8)
- ルークリース凌辱 (Lucrece) 1594年 (Q) 、1598年 (O1) 、1600年 (O2, O3) 、1607年 (O4) 、1616年 (O5) 、他
- 不死鳥と雉鳩 (Love's Martyr[1]) 1601年 (Q1) 、1611年 (Q2)
- ソネット集 (Shake-Speares Sonnets) 1609年 (Q) - 『恋人の嘆き』を含む。

戯曲の四折版と違って、シェイクスピアの物語詩の四折版の印刷はしっかりしている。「（『ヴィーナスとアドーニス』で）シェイクスピアを最初に印刷・出版したリチャード・フィールド (en:Richard Field) はストラトフォード・アポン・エイヴォンの人で、おそらくシェイクスピアの友人で、さらに2つの素晴らしいテキスト（『ルークリース凌辱』『不死鳥と雉鳩』）を出版した」。ベン・ジョンソンがその出版について言及していることから、シェイクスピアはこの2つの詩の出版に直接関与したのかも知れないが、戯曲の出版に関しては明かではない。
ジョン・ベンソンは1640年にシェイクスピアの詩集を編・出版した。詩は18世紀になるまで戯曲集に加えられなかった。
なお、物議をかもした寄せ集めの『情熱の巡礼者』はウィリアム・ジャガード (en:William Jaggard) によって八折版でのみ出版された（「O1」1599年、「O2」1600年、「O3」1612年）。

## 二折版
二折版は高価で権威があった。シェイクスピアの存命中には一般に、戯曲は文学ほど立派なものではなく、二折版で出版する価値はないと考えられていて、シェイクスピアが生きていた間に出版された戯曲はすべて四折版だった。シェイクピアが亡くなる1616年までに二折版で戯曲（と詩）を出版したのは、慣習に反対したベン・ジョンソンくらいだった。

### ファースト・フォリオ

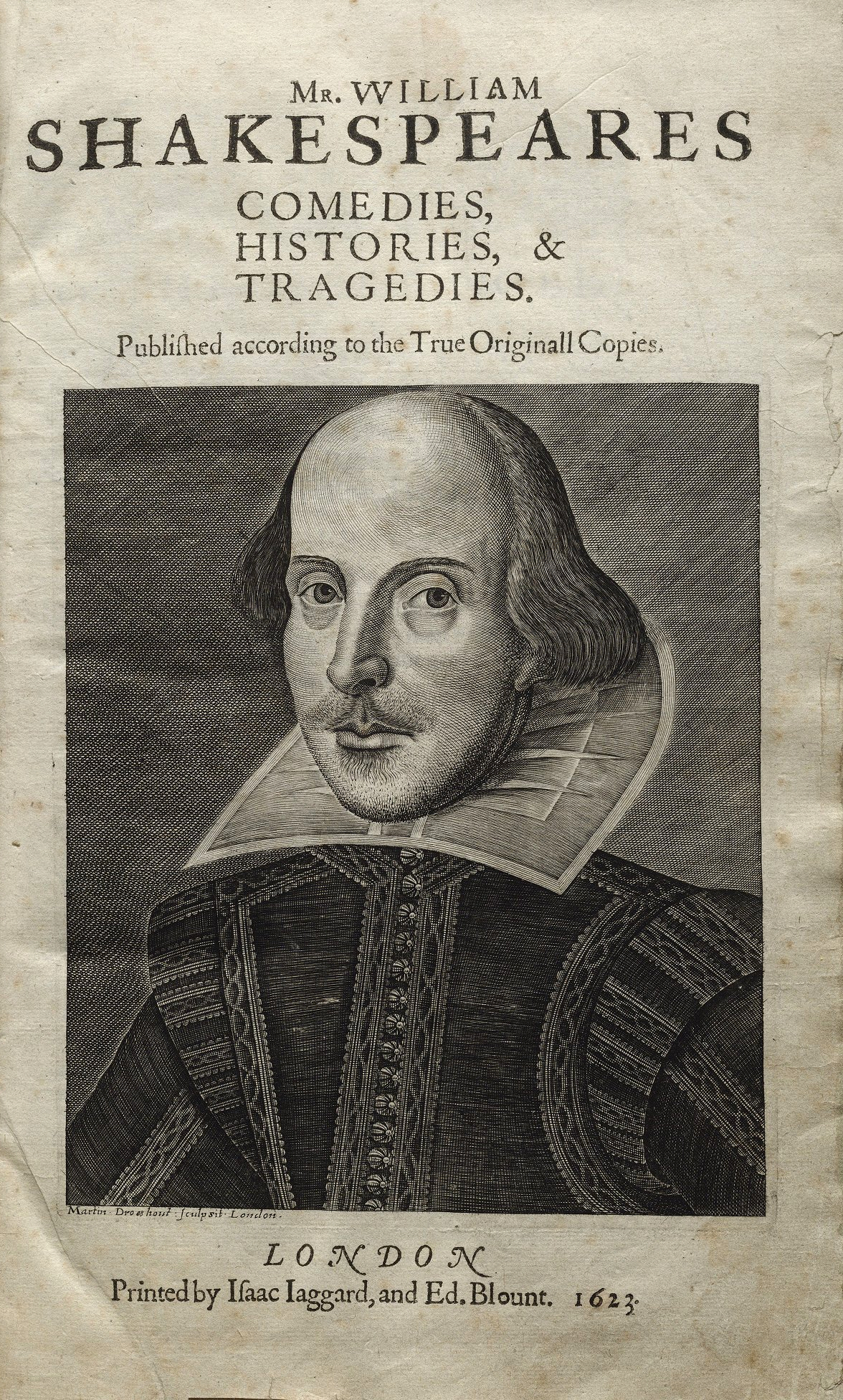
「ファースト・フォリオ」の表紙

シェイクスピアが亡くなってから7年後の1623年、やっとシェイクスピアの二折版が出版された。『Mr. William Shakespeare's Comedies, Histories & Tragedies（ウィリアム・シェイクスピア氏の喜劇、歴史劇、悲劇集）』、いわゆる「ファースト・フォリオ」(F1) である。「ファースト・フォリオ」を編集したのは、シェイクスピアの劇団の役者だったジョン・ヘミングス (en:John Heminges) とヘンリー・コンデル (en:Henry Condelll) で、36本の戯曲を「喜劇」「歴史劇」「悲劇」に整理している。具体的には以下の作品が含まれる（四折版で出版されていなかったものは「初出」と記す）。
喜劇
- 1 テンペスト（初出）
- 2 ヴェローナの二紳士（初出）
- 3 ウィンザーの陽気な女房たち
- 4 尺には尺を（初出）
- 5 間違いの喜劇（初出）
- 6 空騒ぎ
- 7 恋の骨折り損
- 8 夏の夜の夢
- 9 ヴェニスの商人
- 10 お気に召すまま（初出）
- 11 じゃじゃ馬ならし（初出）
- 12 終わりよければ全てよし（初出）
- 13 十二夜（初出）
- 14 冬物語（初出）

歴史劇
- 15 ジョン王（初出）
- 16 リチャード二世
- 17 ヘンリー四世 第1部
- 18 ヘンリー四世 第2部
- 19 ヘンリー五世
- 20 ヘンリー六世 第1部（初出）
- 21 ヘンリー六世 第2部
- 22 ヘンリー六世 第3部
- 23 リチャード三世
- 24 ヘンリー八世（初出）

悲劇
- 25 トロイラスとクレシダ
- 26 コリオレイナス（初出）
- 27 タイタス・アンドロニカス
- 28 ロミオとジュリエット
- 29 アテネのタイモン（初出）
- 30 ジュリアス・シーザー（初出）
- 31 マクベス（初出）
- 32 ハムレット
- 33 リア王
- 34 オセロ
- 35 アントニーとクレオパトラ（初出）
- 36 シンベリン（初出）

「ファースト・フォリオ」が四折版より完全と言い難いのは、四折版にあった行が省略されていたり、誤植、テキストの崩れが多いためである。
「ファースト・フォリオ」を出版したのは、書籍出版商のウィリアム・ジャガード、その子アイザック、エドワード・ブラウント (en:Edward Blount) の3人だった。ジャガードは印刷屋で、実際に「ファースト・フォリオ」を印刷した。ウィリアム・ジャガードが選ばれたことに、多くの研究者たちが首を傾げている。というのも、これまでシェイクスピアの正典・外典問題にジャガードが関わっていたからで、たとえば『情熱の巡礼者』や、前述した『フォールス・フォリオ』を出版したのがジャガードだった。おそらく、単に印刷するために必要だったのだろう。ちなみにジャガードはこの時、老齢で、目も見えず、体も弱っていて、「ファースト・フォリア」が完成する1ヶ月前に亡くなっている。
「ファースト・フォリオ」は17世紀の間に3度再版された。

### セカンド・フォリオ
「セカンド・フォリオ」(F2) は1632年に出版された。アイザック・ジャガードは1627年に亡くなり、残ったエドワード・ブラウントは1630年に権利をen:Robert Allotに譲渡した。「セカンド・フォリオ」はAllot、ウィリアム・アスプレイ、リチャード・ホーキンス (en:Richard Hawkins) 、リチャード・マイン (en:Richard Meighen) 、ジョン・スメジックによって出版され、トマス・コーツ (en:Thomas Cotes) が印刷した。

### サード・フォリオ
「サード・フォリオ」(F3) は1663年に出版された。出版者はen:Philip Chetwinde。ChetwindeはAllotの未亡人と再婚して権利を獲得していた。「サード・フォリオ」の第2刷（1664年）では新たに7つの戯曲が追加された。
- ペリクリーズ
- ロークラインの悲劇
- ロンドンの放蕩者
- ピューリタン
- サー・ジョン・オールドカースル
- トマス・ロード・クロムウェル
- ヨークシャーの悲劇

『ペリクリーズ』を除く6作品はシェイクスピアの戯曲とは見なされないことが多い（「シェイクスピア外典」を参照）。なお、「サード・フォリオ」はF2やF4と較べて現存しているものが少ないのは、おそらく在庫が1666年のロンドン大火で消失したからであろう。

### フォース・フォリオ
「フォース・フォリオ」(F4) は1685年に出版された。F3と同じ43の戯曲が含まれている。出版者はR・ベントリー、E・ブリュースター、R・チスウェル、ヘンリー・ヘリンガム (en:Henry Herringman) 。このうち、ブリュースター、チスウェル、ヘリンガムは1692年のベン・ジョンソンの「サード・フォリオ (en:Ben Jonson folios) 」を出版した6人評議会のメンバーで、さらにヘリンガムは1679年の「バーモント&フレッチャー・セカンド・フォリオ」を出版した3人の書籍出版商の1人である。
「フォース・フォリオ」は18世紀の一連のシェイクスピアの戯曲本のベースに使われた。ニコラス・ロウ (en:Nicholas Rowe) は「フォース・フォリオ」のテキストを自身の1709年版の基礎にし、アレキサンダー・ポープやルイス・シオボルド (Lewis Theobald) といった以後の編者たちはロウのテキストを校訂して自分たちの版を作った（en:Shakespeare's editorsを参照）。